# Shockwave: Part 1
Shockwave: Part 1 is de 25e aflevering van de serie Star Trek: Enterprise van 97 in totaal.

## Verloop van de aflevering in hoofdlijnen
Als een aantal bemanningsleden van de USS Enterprise in een shuttle zit, onderweg naar een planeet waar zich een mijnkolonie heeft gevestigd, blijkt dat er iets mis is met de shuttle, waardoor een stof die zich in de atmosfeer van de planeet bevindt door de mijnactiviteiten, ontbrandt. Ongeveer 3600 kolonisten sterven hierdoor. De schok die dit veroorzaakt bij zowel de mensheid als de Vulcans, is zo groot dat de Enterprise wordt teruggeroepen van haar verkenningsmissie in het heelal.
Als een terneergeslagen kapitein Jonathan Archer naar bed gaat, blijkt hij ineens 10 maanden terug in de tijd te zijn, op het feit na dat hij zich de afgelopen tijd nog helemaal kan herinneren. Het blijkt dat een agent uit de Temporale Koude Oorlog, genaamd Daniels, hem terug heeft gebracht. Hoewel hij de tijdlijn daarmee in gevaar heeft gebracht, legt hij hem uit dat de Suliban, een ras dat voor een vijandige factie in die oorlog werkt, waarschijnlijk de shuttle gesaboteerd hebben. Tevens legt hij hem een plan uit om achter hun betrokkenheid bij het ongeluk te komen.
Uiteindelijk lukt het de bemanning met behulp van Daniels' tips bewijs te verzamelen tegen de Suliban. Ondanks dat dit gelukt is, blijft overste T'Pol uiterst sceptisch over Archers bewering dat tijdreizen mogelijk is. Een ander probleem voor de kapitein en zijn bemanning komt ook nog naar voren; het blijkt dat de Suliban de locatie en vaarrichting van de Enterprise hebben ontdekt, en het schip met vele schepen omsingelen. Silik, leider van de Suliban, eist dat Archer zichzelf aan boord van een van hun schepen begeeft. De kapitein accepteert het "aanbod", onder protest van zijn bemanning. Echter lukt het Archer niet aan boord van het schip te geraken. Opnieuw wordt hij door Daniels door de tijd verplaatst, ditmaal met desastreuze gevolgen. Hij belandt in de 31e eeuw waarin alle technologie is verwoest, waarin hij en Daniels er alleen voorstaan.

## Achtergrondinformatie
- Dit is de laatste aflevering van het eerste televisieseizoen van deze serie.

## Acteurs

### Hoofdrollen
- Scott Bakula als kapitein Jonathan Archer
- John Billingsley als dokter Phlox
- Jolene Blalock als overste T'Pol
- Dominic Keating als luitenant Malcolm Reed
- Anthony Montgomery als vaandrig Travis Mayweather
- Linda Park als vaandrig Hoshi Sato
- Connor Trinneer als overste Charles "Trip" Tucker III

### Gastacteurs
- John Fleck als Silik
- Matt Winston als Daniels
- Vaughn Armstrong als Maxwell Forrest
- James Horan als een Humanoïde silhouet

### Bijrollen

#### Bijrollen die in de aftiteling vermeld zijn
- Stephanie Erb als receptioniste
- David Lewis Hays als bemanningslid van de Enterprise

#### Bijrollen die niet in de aftiteling vermeld zijn
- Jef Ayres als bemanningslid Haynem
- Mark Correy als bemanningslid Alex
- Hilde Garcia als bemanningslid Rossi
- Glen Hambly als bemanningslid van de Enterprise (alleen in een verwijderde scène)
- Cheri Isabella als bemanningslid van de Enterprise
- Martin Ko als bemanningslid van de Enterprise
- Marlene Mogavero als bemanningslid van de Enterprise
- Thelma Tyrell als bemanningslid van de Enterprise
- Mark Watson als bemanningslid van de Enterprise
- Gary Weeks als bemanningslid van de Enterprise